# Ω-reguläre Sprache
In der  theoretischen Informatik bezeichnet die Klasse der ω-regulären Sprachen eine bestimmte Menge formaler Sprachen aus unendlichen Wörtern.
Das Äquivalent im endlichen Fall ist die Klasse der regulären Sprachen.
Der griechische Buchstabe ω (omega) steht hier für die kleinste unendliche Ordinalzahl.
Der Schwerpunkt der Untersuchung ω-regulärer Sprachen liegt in der Automatentheorie.
Es lässt sich beispielsweise zeigen, dass die ω-regulären Sprachen genau die Büchi-erkennbaren Sprachen sind.

## Unendliche Wörter
Ein unendliches Wort ist eine abzählbar unendliche Sequenz von Zeichen aus einem endlichen Alphabet.
Über dem Alphabet {\displaystyle \{0,1\}} kann z. B. das unendliche Wort {\displaystyle 0101111111\ldots } gebildet werden.
Mengen von unendlichen Wörtern werden ω-Sprachen genannt.
Formal bedeutet dies:
Sei {\displaystyle \Sigma } ein Alphabet, dann ist die Menge {\displaystyle \Sigma ^{\omega }} aller unendlichen Wörter über {\displaystyle \Sigma } definiert als die Menge aller Abbildungen von {\displaystyle \mathbb {N} } nach {\displaystyle \Sigma }.
Jede Teilmenge von {\displaystyle \Sigma ^{\omega }} heiße ω-Sprache.
Die  ω-regulären Sprachen machen nun eine bestimmte Teilklasse der ω-Sprachen aus.

## Definition
Die Definition der ω-regulären Sprachen erfolgt rekursiv.
Sei dazu {\displaystyle U\subseteq \Sigma ^{+}} eine reguläre Sprache, die nicht das leere Wort enthält.
Dabei bezeichne {\displaystyle \Sigma ^{+}} die positive Hülle von {\displaystyle \Sigma }.
Dann ist {\displaystyle U^{\omega }} die Menge aller abzählbar unendlichen Konkatenationen von Wörtern aus {\displaystyle U}.
Es gilt nun:
- {\displaystyle U^{\omega }} ist eine ω-reguläre Sprache.

Seien außerdem {\displaystyle L_{1};L_{2}} zwei ω-reguläre Sprachen, dann gilt weiter:
- {\displaystyle U\circ L_{1},L_{1}\cup L_{2}} und {\displaystyle L_{1}\cap L_{2}} sind ebenfalls ω-reguläre Sprachen.

- Außer den so konstruierten gibt es keine ω-regulären Sprachen.

Für die in der Definition verwendeten Verknüpfungen siehe auch: Formale Sprache#Operationen auf formalen Sprachen